# Eupeodes fumipennis
Eupeodes fumipennis är en tvåvingeart som först beskrevs av Thomson 1869.  Eupeodes fumipennis ingår i släktet fältblomflugor, och familjen blomflugor. Inga underarter finns listade i Catalogue of Life.